# Liste de personnalités nées à Abbeville
 (septembre 2024).
Cette liste non exhaustive répertorie les personnalités nées à Abbeville (Somme)

## Acteurs et comédiens
| Nom                                            | Date de naissance | Lieu de décès | Date de décès | Statut, Fonction      |
| ---------------------------------------------- | ----------------- | ------------- | ------------- | --------------------- |
| Thomas VDB (pseudonyme de Thomas Vandenberghe) | 1er mars 1977     |               |               | Comédien et humoriste |

## Architectes
| Nom                           | Date de naissance | Lieu de décès     | Date de décès    | Statut, Fonction |
| ----------------------------- | ----------------- | ----------------- | ---------------- | ---------------- |
| Jean-François Joseph Lecointe | 21 juillet 1783   | Versailles France | 9 avril 1858     | Architecte       |
| Maximilien Siffait            | vers 1780         | Nantes France     | 25 novembre 1861 | Architecte       |

## Cartographes et historiens
| Nom                     | Date de naissance | Lieu de décès                 | Date de décès     | Statut, Fonction                             |
| ----------------------- | ----------------- | ----------------------------- | ----------------- | -------------------------------------------- |
| Philippe Briet          | 6 mars 1601       | Paris France                  | 9 décembre 1668   | Historien                                    |
| Pierre Duval            | 19 mai 1619       | Paris France                  | 29 septembre 1683 | Cartographe                                  |
| Romain Huret            | 16 mai 1972       |                               |                   | Historien                                    |
| Robert Legrand          | 18 décembre 1912  |                               | août 2006         | Historien                                    |
| François César Louandre | 10 janvier 1787   | Abbeville France              | 20 novembre 1862  | Historien                                    |
| Ernest Prarond          | 14 mai 1821       | Abbeville France              | 7 novembre 1909   | Historien                                    |
| Georges Sangnier        | 10 septembre 1882 | Blangerval-Blangermont France | 5 mars 1968       | Historien                                    |
| Nicolas Sanson          | 20 décembre 1600  | Paris France                  | 7 juillet 1667    | Cartographe des rois Louis XIII et Louis XIV |

## Couturiers et parfumeurs
| Nom                             | Date de naissance | Lieu de décès           | Date de décès     | Statut, Fonction                          |
| ------------------------------- | ----------------- | ----------------------- | ----------------- | ----------------------------------------- |
| Rose Bertin                     | 2 juillet 1747    | Épinay-sur-Seine France | 21 septembre 1813 | Couturière                                |
| Pierre-François-Pascal Guerlain | 1798              |                         | 1864              | Parfumeur Fondateur de la maison Guerlain |

## Économistes
| Nom               | Date de naissance | Lieu de décès | Date de décès | Statut, Fonction |
| ----------------- | ----------------- | ------------- | ------------- | ---------------- |
| Jacques Marseille | 15 octobre 1945   | Paris France  | 4 mars 2010   | Historien        |

## Étudiants
| Nom                | Date de naissance | Lieu de décès                  | Date de décès | Statut, Fonction |
| ------------------ | ----------------- | ------------------------------ | ------------- | ---------------- |
| Edmond de La Fosse | 1481              | Butte Saint-Roch, Paris France | 25 août 1503  | Étudiant         |

## Graveurs, peintres et sculpteurs
| Nom                                                 | Date de naissance | Lieu de décès                  | Date de décès        | Statut, Fonction                 |
| --------------------------------------------------- | ----------------- | ------------------------------ | -------------------- | -------------------------------- |
| François-Germain Aliamet                            | 1734              | Londres Angleterre Royaume-Uni | 5 février 1790       | Graveur                          |
| Jacques Aliamet                                     | 30 novembre 1726  | Paris France                   | 29 mai 1788          | Graveur                          |
| Jacques Firmin Beauvarlet                           | 25 septembre 1731 | Paris France                   | 7 décembre 1797      | Graveur                          |
| Georges Bilhaut                                     | 22 mai 1882       | Abbeville France               | 13 février 1963      | Graveur                          |
| Auguste Bouquet                                     | 13 septembre 1810 | Lucques France                 | 21 décembre 1846     | Graveur et peintre               |
| François Augustin Bridoux                           | 28 juillet 1813   | Orsay France                   | 9 avril 1892         | Graveur                          |
| Alfred-Jean Broquelet                               | 25 mars 1861      | Paris 10e France               | 12 juin 1957         | Peintre                          |
| Henry Paul Edmond Caron                             | 9 mai 1860        | Paris 14e Reich allemand       | 29 septembre 1941    | Peintre                          |
| Jean Daullé                                         | 18 mai 1703       | Paris France                   | 23 avril 1763        | Graveur                          |
| Herminie Déhérain (pseudonyme d'Herminie Lerminier) | 1798              | Paris France                   | 23 mai 1839          | Peintre                          |
| François Dequevauviller                             | 1745              | Paris France                   | 1807 ou 3 avril 1817 | Graveur                          |
| François-Rolland Elluin                             | 5 mai 1745        | Paris France                   | 1810                 | Graveur                          |
| Jean-Charles Flipart                                | 1684              | Paris France                   | 1751                 | Graveur                          |
| Emmanuel Fontaine                                   | 8 décembre 1856   | Commercy France                | 21 septembre 1935    | Sculpteur                        |
| Thomas Gaugain                                      | 24 mars 1756      | Londres Angleterre Royaume-Uni | 1810                 | Graveur et peintre               |
| Marcel-Gaillard                                     | 17 juin 1886      | Liesville-sur-Douve France     | 8 juillet 1947       | Peintre, graveur et illustrateur |
| Jean Lenfant                                        | vers 1615         | Paris France                   | 9 mars 1674          | Peintre et graveur               |
| Jean-Charles Le Vasseur                             | 21 octobre 1734   | Paris France                   | 29 novembre 1816     | Graveur                          |
| Louis-Auguste Lévêque                               | 1er juillet 1814  | Paris France                   | 6 janvier 1875       | Sculpteur et peintre             |
| Charles-François-Adrien Macret                      | 2 mai 1751        | Paris France                   | 24 décembre 1783     | Graveur et dessinateur           |
| Jean-César Macret                                   | 1er mars 1768     | Paris France                   | Après 1813           | Graveur                          |
| Claude Mellan                                       | 23 mai 1598       | Paris France                   | 9 septembre 1688     | Peintre, dessinateur et graveur  |
| Louis Morel d'Arleux                                | 27 janvier 1755   | Paris France                   | 6 mai 1827           | Peintre, dessinateur et graveur  |
| François de Poilly                                  | 1623              | Paris France                   | 1693                 | Dessinateur et graveur           |
| Robert Rodrigue                                     | 1900              | Saint-Germain-en-Laye France   | 1982                 | Peintre et affichiste            |
| Émile Rousseaux                                     | 1er novembre 1831 | Paris France                   | 3 décembre 1874      | Graveur et dessinateur           |

## Journalistes
| Nom                                            | Date de naissance | Lieu de décès | Date de décès    | Statut, Fonction                             |
| ---------------------------------------------- | ----------------- | ------------- | ---------------- | -------------------------------------------- |
| Martine Allain-Regnault                        | 2 mars 1937       |               |                  | Journaliste de télévision                    |
| Nicolas-Jean Hugou de Bassville                | 7 février 1743    | Rome Italie   | 13 janvier 1793  | Journaliste de presse                        |
| Vincent Josse                                  | 4 décembre 1966   |               |                  | Journaliste de radio                         |
| Charles-Gabriel Vérecque                       | 31 mars 1872      | Amiens France | 11 novembre 1933 | Journaliste, écrivain et militant socialiste |
| Georges Vitoux                                 | 2 janvier 1862    | Paris France  | 23 février 1933  | Médecin et journaliste                       |
| Éric Yung (pseudonyme de Jean-Bernard Vincent) | 30 mars 1948      |               |                  | Policier puis journaliste                    |

## Littéraires
| Nom                                                                | Date de naissance | Lieu de décès            | Date de décès    | Statut, Fonction                                                   |
| ------------------------------------------------------------------ | ----------------- | ------------------------ | ---------------- | ------------------------------------------------------------------ |
| Philippe Briet                                                     | 9 décembre 1959   | New York États-Unis      | 25 février 1997  | Galeriste et éditeur                                               |
| Cécily (pseudonyme de Cécily de Villepoix)                         | 9 septembre 1975  |                          |                  | Auteure de bandes dessinées                                        |
| Hélisenne de Crenne (pseudonyme de Marguerite Briet)               | 1510              |                          | 1560             | Écrivaine                                                          |
| André Crépin                                                       | 9 juin 1928       | Amiens France            | 8 février 2013   | Linguiste et professeur à l'université                             |
| Mary Floran (pseudonyme de Marie Louise Méline Augustine Guichard) | 17 décembre 1856  | Wavans-sur-Authie France | 2 septembre 1934 | Écrivaine                                                          |
| Gérard d'Abbeville                                                 | 1225              |                          | 8 novembre 1272  | Philosophe et théologien                                           |
| Francis Huré                                                       | 5 octobre 1916    |                          |                  | Diplomate et romancier Résistant durant la Seconde Guerre mondiale |
| Charles Léopold Louandre                                           | 15 mai 1812       | Abbeville France         | 31 juillet 1882  | Écrivain                                                           |
| Édouard Louis                                                      | 30 octobre 1992   |                          |                  | Écrivain                                                           |
| Charles-Hubert Millevoye                                           | 24 décembre 1782  | Paris France             | 26 août 1816     | Poète                                                              |
| Berthe Neulliès (pseudonyme de Berthe Catherine Octavie Lagache)   | 21 février 1861   |                          | 1928             | Romancière                                                         |
| Jean-Baptiste Sanson de Pongerville                                | 3 mars 1782       | Paris France             | 22 janvier 1870  | Poète                                                              |
| Valerand de la Varanne                                             | 1450              | Paris France             | 1550             | Poète                                                              |

## Magistrats et dirigeants d'entreprise
| Nom                                                     | Date de naissance | Lieu de décès              | Date de décès     | Statut, Fonction                      |
| ------------------------------------------------------- | ----------------- | -------------------------- | ----------------- | ------------------------------------- |
| Maximilien Joseph Boulon-Martel                         | 27 décembre 1779  | Abbeville France           | 27 avril 1832     | Juge suppléant                        |
| Jacques Nicolas Bouteiller                              | 4 janvier 1758    |                            | Date inconnue     | Juge                                  |
| Georges-Victor Demautort (né Georges-Victor de Mautort) | 19 avril 1746     | Paris France               | 28 septembre 1817 | Notaire Régent de la Banque de France |
| Louis-Alexandre Devérité                                | 26 novembre 1743  | Abbeville France           | 31 mai 1818       | Avocat puis juge                      |
| Pierre Godé                                             | 4 décembre 1944   | Saint-Paul-de-Vence France | 31 janvier 2018   | Juriste puis dirigeant d'entreprise   |

## Militaires
| Nom                                                        | Date de naissance | Lieu de décès                  | Date de décès    | Statut, Fonction                       |
| ---------------------------------------------------------- | ----------------- | ------------------------------ | ---------------- | -------------------------------------- |
| Gabriel Barbou des Courières                               | 23 novembre 1761  | Paris France                   | 6 décembre 1827  | Général de division                    |
| Marie Alexandre Raoul Blin de Bourdon                      | 20 mai 1837       | Paris 8e France                | 17 avril 1940    | Capitaine                              |
| Prosper-Abbeville Tillette de Mautort de Clermont-Tonnerre | 4 décembre 1789   | Paris France                   | 8 décembre 1859  | Capitaine                              |
| Jean-François Coayllet                                     | 18 mai 1748       | Saint-Omer France              | 26 juin 1806     | Général de brigade                     |
| Amédée Courbet                                             | 26 juin 1827      | Makung Taïwan                  | 11 juin 1885     | Amiral                                 |
| Marcel Dingeon                                             | 14 septembre 1891 | Pau France                     | 21 janvier 1941  | Capitaine                              |
| Blaise Duval de Hautmarest                                 | 4 septembre 1739  | Neuville-sous-Montreuil France | 17 janvier 1803  | Général de division                    |
| Georges Grisel                                             | 13 janvier 1765   | Nantes France                  | 22 juin 1812     | Capitaine                              |
| Charles Lemire                                             | 8 juin 1839       | Amiens France                  | 31 décembre 1912 | Explorateur et administrateur colonial |
| Adrien Martial Thomas de Saint-Henry                       | 8 août 1767       | Montreuil France               | 19 juin 1829     | Général de brigade                     |

## Musiciens
| Nom                                 | Date de naissance | Lieu de décès       | Date de décès    | Statut, Fonction                            |
| ----------------------------------- | ----------------- | ------------------- | ---------------- | ------------------------------------------- |
| De Machy                            |                   | Paris France        | 1692             | Compositeur, violiste                       |
| Pierre Février                      | 21 mars 1696      | Paris France        | 5 novembre 1760  | Compositeur, claveciniste                   |
| Pierre-François Levasseur           | 11 mars 1753      | Paris France        | 23 décembre 1815 | Compositeur et violoncelliste               |
| Georges Longy                       | 29 août 1868      |                     | 30 mars 1930     | Hautboïste, chef d'orchestre et compositeur |
| Jean Morel                          | 10 janvier 1903   | New York États-Unis | 14 avril 1975    | Chef d'orchestre et pédagogue               |
| Myrtil Morel                        | 26 juin 1889      | Paris France        | 6 juin 1979      | Hautboïste                                  |
| Hervé Niquet                        | 28 octobre 1957   |                     |                  | Chef d'orchestre et ténor                   |
| Charles Noblet                      | 26 avril 1715     | Paris France        | 26 octobre 1769  | Compositeur, claveciniste                   |
| Jean-Jacques Beauvarlet Charpentier | 28 juin 1734      | Paris France        | 6 mai 1794       | Compositeur, organiste                      |

## Politiciens et seigneurs
| Nom                                                        | Date de naissance | Lieu de décès           | Date de décès     | Statut, Fonction |
| ---------------------------------------------------------- | ----------------- | ----------------------- | ----------------- | --- |
| Jacques d'Aumale                                           | 4 octobre 1886    | Menton France           | 19 janvier 1979   | Diplomate Consul général de France à Jérusalem |
| Jean Félix Barailler                                       | 3 mars 1822       | Thiviers France         | 7 décembre 1891   | Député de la Dordogne |
| René de Belleval                                           | 27 juin 1837      | Beauvais France         | 24 septembre 1900 | Sous-préfet de Montbéliard |
| Marie Alexandre Raoul Blin de Bourdon                      | 20 mai 1837       | Paris 8e France         | 17 avril 1940     | Député de la Somme |
| Maximilien Joseph Boulon-Martel                            | 27 décembre 1779  | Abbeville France        | 27 avril 1832     | Député de la Somme Conseiller général d'Abbeville |
| Jacques Nicolas Bouteiller                                 | 4 janvier 1758    |                         | Date inconnue     | Député de la Somme |
| Yves Butel                                                 | 1er novembre 1948 |                         |                   | Député européen |
| Albert-Alexandre Carette                                   | 23 avril 1841     | Montreuil France        | 9 janvier 1908    | Député de la Somme Conseiller général d'Abbeville-Nord Maire d'Abbeville |
| Jean Cayeux                                                | 7 avril 1910      | Paris France            | 6 décembre 2001   | Député de la Seine |
| Prosper-Abbeville Tillette de Mautort de Clermont-Tonnerre | 4 décembre 1789   | Paris France            | 8 décembre 1859   | Député de la Somme Maire de Cambron et d'Abbeville |
| Jean Coache                                                | 24 juin 1890      | Gennes-Ivergny France   | 3 janvier 1960    | Député de la Somme Conseiller général de Crécy-en-Ponthieu |
| Alexandre Courbet-Poulard                                  | 12 mars 1815      | Abbeville France        | 11 décembre 1883  | Député de la Somme Maire d'Abbeville |
| François-Pascal Delattre                                   | 9 avril 1749      | Abbeville France        | 14 août 1834      | Président du Corps législatif Préfet de Vaucluse Député aux États généraux de 1789 Député de la Somme                                                                       |
| Pascal Demarthe                                            | 29 janvier 1960   |                         |                   | Député de la Somme Maire d'Abbeville Conseiller général d'Abbeville-Sud |
| Honoré François Dequen                                     | 8 décembre 1757   | Abbeville France        | 25 octobre 1842   | Député de la Somme |
| Jean-Baptiste Dequeux de Beauval                           | 13 mars 1751      | Abbeville France        | 21 octobre 1829   | Député de la Somme |
| Louis-Alexandre Devérité                                   | 26 novembre 1743  | Abbeville France        | 31 mai 1818       | Député de la Somme |
| Charles François Duval de Grandpré                         | 19 août 1740      | Abbeville France        | 28 novembre 1796  | Député aux États généraux de 1789 |
| Alfred François                                            | 27 décembre 1833  | Abbeville France        | 16 janvier 1892   | Député de la Somme Maire d'Abbeville |
| Thérèse Guilbert                                           | 18 février 1943   |                         |                   | Députée du Pas-de-Calais Conseillère générale d'Outreau Maire d'Outreau |
| Henri Labitte                                              | 19 février 1823   | Blangermont France      | 4 novembre 1885   | Sénateur de la Somme Député de la Somme Maire de Blangermont |
| Thomas Lefebvre-Dugrosriez                                 | 12 août 1799      | Paris France            | 8 avril 1861      | Député de la Somme Maire d'Agenvillers |
| Jean Le Fèvre de Saint-Remy                                | 1395              | Bruges Région flamande  | 16 juin 1468      | Seigneur de Saint-Rémy, La Vacquerie, Avesne et Morienne Chroniqueur bourguignon durant la guerre de Cent Ans                                                               |
| Victor Lesaché                                             | 18 décembre 1860  | Troyes France           | 27 mai 1938       | Sénateur de l'Aube Député de l'Aube Conseiller général de Soulaines-Dhuys Adjoint au maire de Troyes                                                                        |
| Alof de Louvencourt                                        | 31 mars 1911      | Férolles-Attilly France | 11 mars 1989      | Haut fonctionnaire Conseiller municipal d'Hautvillers-Ouville |
| Pierre François du Maisniel de Liercourt                   | 7 septembre 1771  | Abbeville France        | 22 janvier 1851   | Député de la Somme |
| Hervé Marseille                                            | 20 août 1954      |                         |                   | Vice-président du Sénat Sénateur des Hauts-de-Seine Conseiller régional d'Île-de-France Conseiller général du canton de Meudon Maire de Meudon Secrétaire national de l'UDF |
| Adalbert de Rambures                                       | 26 mai 1811       | Vaudricourt France      | 10 janvier 1892   | Député de la Somme Conseiller général d'Ault Maire de Vaudricourt |
| Jacques Richir                                             | 4 novembre 1952   |                         |                   | Député du Nord Conseiller régional du Nord-Pas-de-Calais Adjoint au maire de Lille                                                                                          |
| Ambroise de Saint-Pol                                      | 18 janvier 1857   | Pézy France             | 15 février 1924   | Député d'Eure-et-Loir Maire de Pézy |
| Jean-Baptiste Sanson de Pongerville                        | 3 mars 1782       | Paris France            | 22 janvier 1870   | Maire de Neuilly-l'Hôpital et de Nanterre |
| Myrtil-Joseph Sénéca                                       | 11 mai 1800       | Baincthun France        | 24 septembre 1878 | Député du Pas-de-Calais Conseiller général de Desvres |
| Jean-Louis Thiébault                                       |                   |                         |                   | Politologue |
| François-Xavier Villain                                    | 31 mai 1950       |                         |                   | Député du Nord Conseiller général de Cambrai-Ouest Maire de Cambrai |

## Religieux
| Nom                     | Date de naissance | Lieu de décès                | Date de décès     | Statut, Fonction                                                        |
| ----------------------- | ----------------- | ---------------------------- | ----------------- | ----------------------------------------------------------------------- |
| Benjamin Joseph Blanger | 19 mars 1821      | Limoges France               | 11 décembre 1887  | Évêque de Basse-Terre puis de Limoges                                   |
| Jacques Buteux          | 11 avril 1600     | Trois-Rivières Québec Canada | 10 mai 1652       | Missionnaire                                                            |
| Étienne Guillet         | 28 octobre 1976   |                              |                   | Évêque de Saint-Denis depuis novembre 2024                              |
| Jean Halgrin            | vers 1180         | Rome Italie                  | 28 septembre 1237 | Cardinal Archevêque de Besançon Patriarche latin de Constantinople      |
| Bernard de Tiron        | 1046              | Thiron-Gardais France        | 14 avril 1117     | Abbé Canonisé en 1861, il est fêté le 14 avril (Saint Bernard de Tiron) |

## Scientifiques
| Nom                          | Date de naissance | Lieu de décès          | Date de décès   | Statut, Fonction                 |
| ---------------------------- | ----------------- | ---------------------- | --------------- | -------------------------------- |
| Yves Butel                   | 1er novembre 1948 |                        |                 | Kinésithérapeute                 |
| Louis Cordier                | 31 mars 1777      | Paris France           | 30 mars 1861    | Géologue                         |
| Philippe Hecquet             | 11 février 1661   | Paris France           | 11 avril 1737   | Médecin                          |
| Alfred Le Roy de Méricourt   | 13 octobre 1825   |                        | 12 août 1901    | Médecin (chirurgien)             |
| Théodoric-Nilammon Lerminier | 27 juin 1770      | Paris France           | 8 juin 1836     | Médecin (chirurgien)             |
| Philippe Marlière            | 9 septembre 1955  |                        |                 | Docteur en biologie et inventeur |
| Henri Padé                   | 17 décembre 1863  | Aix-en-Provence France | 9 juillet 1953  | Mathématicien                    |
| Jacques Richir               | 4 novembre 1952   |                        |                 | Médecin                          |
| Georges Vitoux               | 2 janvier 1862    | Paris France           | 23 février 1933 | Médecin et journaliste           |

## Sportifs
| Nom                   | Date de naissance | Lieu de décès                 | Date de décès     | Statut, Fonction                                                    |
| --------------------- | ----------------- | ----------------------------- | ----------------- | ------------------------------------------------------------------- |
| Michaël Debève        | 1er décembre 1970 |                               |                   | Footballeur Champion de France 1998                                 |
| Michel Doré           | 23 janvier 1892   | Abbeville France              | 4 février 1945    | Pilote automobile Champion de France de vitesse 1925                |
| Johann Duhaupas       | 5 février 1981    |                               |                   | Boxeur Champion de France 2013                                      |
| Jérôme Dutitre        | 10 août 1975      |                               |                   | Footballeur                                                         |
| Michel Gomel          | 9 septembre 1959  |                               |                   | Footballeur                                                         |
| Daniel Hédé           | 21 août 1946      |                               |                   | Footballeur                                                         |
| André Hurtevent       | 28 novembre 1906  | Saint-Valery-sur-Somme France | 21 septembre 1988 | Footballeur international                                           |
| Éric Lalouette        | 5 décembre 1951   |                               |                   | Cycliste Champion de France junior 1970                             |
| Kévin Lalouette       | 18 février 1984   |                               |                   | Cycliste                                                            |
| Christian Le Hérissé  | 20 juillet 1946   |                               |                   | Athlète Champion de France de saut en hauteur 1969                  |
| Jean-Claude Leclercq  | 22 juillet 1962   |                               |                   | Cycliste Champion de France 1985                                    |
| Marie-Charlotte Léger | 13 mars 1996      |                               |                   | Footballeuse internationale                                         |
| Marine Mulumba        | 20 mai 1997       |                               |                   | Basketteuse                                                         |
| Rémi Mulumba          | 2 novembre 1992   |                               |                   | Footballeur international                                           |
| Fabrice Normand       | 26 juillet 1973   |                               |                   | Footballeur                                                         |
| Jean-Raymond Peltier  | 6 décembre 1957   |                               |                   | Rameur d'aviron                                                     |
| Jean-Pierre Plet      | 26 février 1945   |                               |                   | Footballeur                                                         |
| Maxime Renaud         | 17 janvier 1984   |                               |                   | Basketteur                                                          |
| Jean-Pierre Robert    | 30 décembre 1957  |                               |                   | Footballeur                                                         |
| Jérémy Stravius       | 14 juillet 1988   |                               |                   | Nageur Champion du monde 2011, 2013 et 2015 Champion olympique 2012 |